# پت اگلستون
پت اگلستون (انگلیسی: Pat Egglestone; ۱۷ مارس ۱۹۲۷ – ژوئیه ۲۰۱۵ (۸۸ ساله)) بازیکن فوتبال اهل بریتانیا بود.
از باشگاه‌هایی که در آن بازی کرده‌است می‌توان به باشگاه فوتبال لیدز یونایتد، باشگاه فوتبال کوربی تاون، باشگاه فوتبال برادفورد سیتی، باشگاه فوتبال ورکسام، و باشگاه فوتبال شروزبری تاون اشاره کرد.